# توني إميري
توني إميري (بالإنجليزية: Tony Emery)‏ (4 نوفمبر 1927 في المملكة المتحدة - 5 نوفمبر 2005) هو لاعب كرة قدم بريطاني في مركز الدفاع. لعب مع لينكولن سيتي أف سي ونادي مانسفيلد تاون.